# 逕為判決
逕為判決（簡稱 JNOV；judgment notwithstanding verdict），是指美国法院的民事案件中，法官推翻陪審團判決並推翻或修正陪審團認定(verdict)的情况。
於民事案件，逕為判決允許法官修改或替代那些没有法律根据的判決，但是敗訴律師请求的逕為判決只有在很少情况下会被法官接受。通常只有在賠償金額明顯過高、极为不合理或者完全不為法律支持時，逕為判決才会被接受。在刑事案件，只有被告可以申請逕為判決。
參美國憲法第七修正案。該法規定，陪審團認定之事實，非依普通法之原則，不得為任何美國法院重新檢視。第七修正案是美國民權法案的一部份，是為了反應英國殖民法院經常推翻殖民地陪審團認定而设立的。